# Зорро
Зо́рро (от исп. Zorro — «лис» или сеньо́р Зо́рро Señor Zorro, на испанском его имя произносят со́рро) — вымышленный персонаж, вариация на тему Робин Гуда, «герой в маске», который приходит на помощь обездоленным жителям Новой Испании. Персонаж со временем претерпел изменения, однако неизменным остаётся образ благородного и отважного героя, одетого во всё чёрное и скрывающего лицо под чёрной маской, который защищает людей от произвола властей и злодеев.
Впервые такой персонаж появился в повести американского писателя Джонстона Маккалли «Проклятие Капистрано», опубликованной в 1919 году. На следующий год появился первый фильм о нём под названием «Знак Зорро» с Дугласом Фэрбенксом в главной роли. Впоследствии о Зорро было снято множество фильмов как в США, так и в других странах.
Согласно повествованию о нём, Зорро — это богатый дворянин дон Диего де ла Вега (Don Diego de la Vega), искусный фехтовальщик, живший в Калифорнии в годы испанского владычества в конце XVIII — начале XIX века. Любимое оружие Зорро — рапира, которую он часто использует, чтобы оставить свой отличительный знак — букву Z, которую наносит тремя быстрыми движениями. У него есть верный друг — чёрный конь по кличке «Торнадо». Литературный Зорро стал своего рода одним из первых представителей жанра супергероики, из которых наиболее сильное сходство он имеет с Бэтменом.
Возможным прототипом Зорро называют ирландского авантюриста Уильяма Лампорта (1615—1659), сожжённого на костре в Мехико по обвинению в ереси, бурным приключениям которого посвятил свой роман «Мемуары самозванца: дон Гильен де Лампарт, король Мексики» (Memorias de un impostor, don Guillén de Lampart, rey de México, 1872) мексиканский писатель-беллетрист Висенте Рива Паласио. Также прототипами Зорро называют борца за независимость Мексики Мигеля Идальго и разбойника XIX века Хоакина Мурьету.

## Экранизации
- 1920 — Знак Зорро — Дуглас Фэрбенкс
- 1925 — Дон Ку, сын Зорро — Дуглас Фэрбенкс
- 1936 — Смелый Кабальеро — Роберт Ливингстон
- 1940 — Знак Зорро — Тайрон Пауэр
- 1949 — Дух Зорро — Клейтон Мур
- 1957—1961 — Зорро[англ.] (телесериал, США) — Гай Уильямс
- 1963 — Зорро и три мушкетёра / Zorro e i tre moschettieri — Гордон Скотт
- 1963 — Знак Зорро — Шон Флин
- 1963 — Зорро против Мациста — Пьер Брис
- 1968 — Племянники Зорро / I nipoti di Zorro (Италия) — Дин Рид
- 1974 — Знак Зорро — Фрэнк Ланджелла
- 1975 — Зорро — Ален Делон
- 1976 — Большое приключение Зорро (Мексика) — Родольфо де Анда
- 1981 — Зорро, весёлый клинок[англ.] (США) — Джордж Хэмилтон
- 1981 — Новые приключения Зорро[англ.] (мультсериал, США) — Генри Дэрроу (в 13 эпизодах)
- 1990—1993 — Зорро[англ.] (телесериал) — Дункан Регер
- 1995 — Kaiketsu Zorro (Япония)
- 1997—1998 — Зорро (мультсериал)
- 1998 — Маска Зорро — Энтони Хопкинс, Антонио Бандерас
- 2005 — Легенда Зорро — Антонио Бандерас
- 2006—2007 — Зорро. Поколение Z (мультсериал)
- 2007 — Зорро: Шпага и роза (телесериал, Мексика) — Кристиан Мейер
- 2009 — Зорро (телесериал, Филиппины)
- 2010 — Зорро (мюзикл)
- 2015 — Хроники Зорро (мультсериал) — Джонни Янг Бош
- 2024 — Зорро?! (телесериал, Испания) — Мигель Бернардо[8][9][10].
- 2024 — Зорро?! (телесериал, Франция) — Жан Дюжарден

## Факты
- Образу Зорро посвящена книга Андрея Шарого «Знак Z: Зорро в книгах и на экране» (2009)
- В графическом романе Фрэнка Миллера «Возвращение Тёмного рыцаря» родителей Брюса Уэйна (Бэтмен) убивают возле кинотеатра после фильма «Знак Зорро»